# Malá Hagia Sofia
Malá Hagia Sofia, či též Kostel svatých Sergia a Bakcha (řecky: Ἐκκλησία τῶν Ἁγίων Σεργίου καὶ Βάκχου ἐν τοῖς Ὁρμίσδου), je původně křesťanský (řecký pravoslavný) chrám postavený v Konstantinopoli (dnes Istanbul), hlavním městě Východořímské říše (dnes Turecko). Byl vybudován v letech 532 až 536 za císaře Justiniána I. a zasvěcen Svatým Sergiovi a Bacchusovi (ačkoli ten druhý není z neznámých důvodů nikde zmíněn na nápisech uvnitř budovy). Je označován za nejstarší zachovalou byzantskou památku v Istanbulu. Navzdory dnes zaužívanému názvu "Malá Hagia Sofia" pravděpodobně nebyl vzorem pro chrám Hagia Sofia, předpokládá se nicméně, že stavba měla stejné architekty: Isidora z Milétu a Anthémia z Trallu. Budova stojí kousek od Marmarského moře, poblíž ruin Velkého paláce a jižně od hipodromu. Půdorys stavby má tvar osmiúhelníku vepsaného do nepravidelného čtyřúhelníku. Z původní vnitřní výzdoby kostela, který kronikáři popisují jako pokrytý mozaikami a se stěnami z pestrého mramoru, se nedochovalo nic.
V roce 551 papež Vigilius, který byl povolán do Konstantinopole Justiniánem, našel v kostele útočiště před císařovými vojáky, kteří ho chtěli zajmout, a tento pokus vyvolal nepokoje. V obrazoboreckém období se klášter stal jedním z center tohoto hnutí ve městě. Po dobytí Konstantinopole Osmany v roce 1453 zůstal kostel nedotčen až do vlády Bájezída II. Poté (v letech 1506 až 1513) byl přeměněn na mešitu. V té době byl ke kostelu přistavěn portikus a medresa. V roce 1762 minaret (zbořen 1940, znovupostaven 1956). V letech 1648 a 1763 stavbu poničila zemětřesení. V roce 1985 byla budova zapsána na seznam Světového dědictví, v rámci položky Historické oblasti Istanbulu. Budovy jižně od bývalého kostela byly zbourány kvůli železniční trati. Otřesy ze železnice narušily statiku budovy. Další škody způsobilo využití budovy jako ubytování pro uprchlíky během jugoslávské války a zemětřesení v roce 1999. Proto byla budova zařazena na seznam ohrožených památek UNESCO. Světový památkový fond ji v letech 2002, 2004 a 2006 zařadil na seznam 100 nejohroženějších míst. V září 2006 skončila rozsáhlá rekonstrukce a byla znovu zprovozněna mešita. Mnohé z původních prvků ovšem tato rekonstrukce zničila.